# فرودگاه بین‌المللی گریتر نیتل
فرودگاه بین‌المللی گریتر نیتل (به انگلیسی: Greater Natal International Airport) (به زبان بومی: Aeroporto Internacional de São Gonçalo do Amarante – Natal) یک فرودگاه همگانی مسافربری است . این فرودگاه در کشور برزیل قرار دارد .

## شرکت‌های هواپیمایی و مقصدهای پروازی

### مسافری
| شرکت‌های هواپیمایی     | مقصدهای پروازی |
| --------------------- | --- |
| اویانکا برزیل         | برازیلیا، سائو پائولو گوارولوس |
| آزول برزیلین ایرلاینز | تانکردو نوس، ویراکوپوس-کامپیناس، فرناندو دی نوروها، ریکایف                                                                                   |
| گول ایر ترنسپورت      | برازیلیا، مینیسترو پیستارینی، پینتو مارتینز، ریو دوژانیرو گالیائو، دپوتادو لوئیس ادواردو مگاهاس، کونگونیاس-سائو پائولو، سائو پائولو گوارولوس |
| تام ایرلاینز          | برازیلیا، پینتو مارتینز، ریو دوژانیرو گالیائو، سائو پائولو گوارولوس                                                                          |
| تاپ پرتغال            | لیسبون پورتلا (پایان در ۱۰ سپتامبر ۲۰۱۷; resumes ۳۰ اکتبر ۲۰۱۷)                                                                              |

### باری
| شرکت‌های هواپیمایی | مقصدهای پروازی                |
| ----------------- | ----------------------------- |
| لوفت‌هانزا کارگو   | لئوپولد سدار سنگور، فرانکفورت |